# مارك هاين
مارك هاين (بالإنجليزية: Mark Hine)‏ هو لاعب كرة قدم بريطاني، ولد في 18 مايو 1964 في ميدلزبرة في المملكة المتحدة. لعب مع دارلينجتون إف سى وسكونثورب يونايتد وغريمسبي تاون ونادي بيتربورو يونايتد ونادي دونكاستر روفرز.